# Austin 16
Der Austin 16 wurde 1932 von der Austin Motor Company als neuer Mittelklassewagen herausgebracht. In den späten 1930er-Jahren gab es daneben noch das kleinere Modell Austin 15.9. Nach dem Zweiten Weltkrieg erschien der 16 erneut mit neuem Motor, aber der Vorkriegskarosserie. Er diente als Lückenbüßer bis zur Einführung komplett neu konstruierter Modelle.

## Von Jahr zu Jahr

### Austin 16 hp (1932–1936)
Der Austin 16 hp, eine viertürige Limousine, hatte einen seitengesteuerten Sechszylinder-Reihenmotor mit 2.249 cm³ Hubraum und fuhr 96 km/h schnell. Damit füllte der Austin 16 die Lücke zwischen dem Austin 12 und dem Austin 20. Vom Austin 20 hatte er die Motorkonstruktion mit kettengetriebener Nockenwelle am hinteren Ende des Motorblocks übernommen, vom Austin 12 das Fahrgestell.
Das Auto war für seine Zeit modern konstruiert und hatte ein an den Motor angeflanschtes Vierganggetriebe und Radaufhängungen an Halbelliptikfedern. Sicherheitsglas wurde 1929 eingeführt. Ab 1934 waren der 3. und 4. Gang synchronisiert. Auch ein frühes Automatikgetriebe war verfügbar, das sich aber nicht sehr gut verkaufte.
Zwei Jahre später wurde die Produktion eingestellt. Nachfolger war der Austin 18.

### Austin 15.9 hp (1935–1937)
Ab 1935 gab es noch einen kleineren Bruder, den Austin 15.9 (16), ebenfalls mit seitengesteuertem Sechszylinder-Reihenmotor, aber nur 1.711 cm³ Hubraum. Er brachte es aufgrund der geringeren Ausmaße und des geringeren Gewichtes auf eine Höchstgeschwindigkeit von 99 km/h.
Bereits nach zwei Jahren wurde er von seinem Nachfolger, dem Austin 14, abgelöst.

### Austin 16 (1945–1949)
1945 erschien ein weiterer Austin 16, der mit seinem Vorgänger nur den Namen gemein hatte. Es war das erste „neue“ Auto der Austin Motor Cie. nach dem Zweiten Weltkrieg. Er hatte einen ganz neuen, obengesteuerten Vierzylinder-Reihenmotor – den ersten jemals in einem Austin verwendeten – mit 2.199 cm³ Hubraum, aber er nutzte die Karosserie des Austin 12, der ebenfalls – wie auch die Vorkriegsfahrzeuge Austin 8 und Austin 10 – weiter hergestellt wurde. Die Motorleistung war 67 bhp (49 kW) bei 3.800 min−1 und das Fahrzeug fuhr 120 km/h schnell. Neben der viertürigen Limousine gab es auch noch einen Kombi.
Im kalten Winter 1947 führten Alan Hess, damals PR-Manager des Unternehmens, und sein Team mit drei Austin 16 eine Werbefahrt für Austin durch und besuchten sieben nordeuropäische Hauptstädte in sieben Tagen. Trotz der durch schwere Schneefälle verursachten schwierigen Verkehrslage meisterten die Fahrzeuge die Aufgabe erfolgreich.
1949 wurde die Produktion des Austin 16 eingestellt. Nachfolger war der Austin A70 Hampshire.